# 張心妍
張心妍（1982年4月18日—），臺灣模特兒、女演員。畢業於台北市立復興高級中學、臺灣藝術大學戲劇學系。張心妍的本名張韻茹，就讀臺灣藝術大學時改名為張玉澄，2007年畢業後再改名為張沁妍，2009年又因「沁」字不易發音再改名為「張心妍」。就讀臺灣藝術大學時，因參與電視偶像劇演出踏入演藝圈，2008年因演出電影《海角七號》中「櫃台小姐」角色「美玲」一砲而紅，成為家喻戶曉人物。2010年3月份與蔣友柏表哥張立方結婚，因此與蔣中正家族結為姻親，長女於2011年誕生。2015年二女兒誕生。

## 戲劇
- 2003年《莒光園地》單元劇
- 2006年《哈拉教父》 飾 君佩
- 2006年《極道學園》 飾 韓寧
- 《八星報喜》 飾 玉澄
- 《YEAH》 飾 Ann
- 《Mr.com》
- 《石頭的故事》
- 2006年《驚異傳奇－命運懷錶》 飾 高太太(筱虹)
- 2009年《敗犬女王》 飾 Chloe
- 2010年《星光下的童話》 飾 唐筱齊
- 2013年《原來是美男》 飾 可蒂
- 2013年《兩個爸爸》 飾 張老師
- 2013年《K歌情人夢》 飾 按摩師
- 2014年《終極X宿舍》 飾 喬喬
- 2018年《人際關係事務所》 飾 葛語心
- 2020年《未來媽媽》 飾 艾姐

## 電影
- 2008年《海角七號》 飾 美玲
- 2011年《彈簧床先生》 飾 佳音
- 2024年《我的老師首部曲：燈塔水母的秘密》

## 廣告代言
- 台灣大哥大
- 統一曼特寧咖啡
- 3M防水無痕收納系列 數來寶篇
- 遠東商銀
- 佛蘭克林投資基金